# Derrick Gardner
Derrick Gardner (Chicago, 3 juni 1965) is een Amerikaanse jazztrompettist.

## Biografie
Gardner begon op 9-jarige leeftijd trompet te spelen in zijn geboortestad Chicago. In 1991 verhuisde hij naar New York en speelde met bands als het Count Basie Orchestra, Frank Fosters Loud Minority Band, Harry Connick jr.'s Big Band, Roman Schwallers European Sextet en het Smithsonian Jazz Masterworks Orchestra. Gardner is verder gaan werken met jazz-grootheden als wijlen Dizzy Gillespie, George Benson, Jon Faddis, Nancy Wilson, Tony Bennett, Joe Williams, Rufus Reid, Clark Terry, Kenny Barron, Stefon Harris en James Moody.
Als componist en arrangeur werd de muziek van Gardner gekenmerkt door het Count Basie Orchestra, het Jazz Heritage Orchestra, de Brad Leali Big Band, de Michigan State University Jazz Ensembles, de Ohio State University Jazz Ensembles, de University of Manitoba Jazz Ensembles.
Sinds 1989 heeft Derrick geschreven en zijn eigen sextet Derrick Gardner & the Jazz Prophets geleid. In 2008 tekende de band bij het jazzlabel Owl Studios uit Indianapolis en heeft sindsdien twee albums bij het label uitgebracht: In 2008 A Ride to the Other Side en in 2009 Echoes of Ethnicity, die de winnaar was van de Best Jazz Album Award van de 9e jaarlijkse Independent Music Awards Echoes of Ethnicity.
Vanaf juli 2011 is Gardner universitair hoofddocent trompet aan het Jazz Studies-programma van de University of Manitoba.

## Discografie
- 1992:	Count Basie Orchestra Live at El Morocco (Telarc)
- 1997:	Frank Foster Leo Rising (Arabesque Records)
- 2000:	George Gee Swingin' Away (Zort)
- 2001:	Craig Bailey Brooklyn (Evidence Records)
- 2003:	Stefon Harris The Grand Unification Theory (Blue Note Records)
- 2003:	Lizz Wright Salt (Verve Records)
- 2003:	Derrick Gardner & The Jazz Prophets Slim Goodie (Impact Jazz)
- 2003:	Harry Connick, Jr. Harry for the Holidays (Columbia Records)
- 2003:	Harry Connick, Jr. Only You	(Columbia Records)
- 2006:	Harry Connick, Jr. Chanson Du Vieux Carre (Columbia Records)
- 2007:	Harry Connick, Jr. Oh, My Nola (Columbia Records)
- 2007:	Brad Leali Jazz Orchestra Maria Juanez (TCB)
- 2007:	Ron Di Salvio Essence of Green: A Tribute to Kind of Blue (Origin Records)
- 2008:	Derrick Gardner & The Jazz Prophets A Ride to the Other Side... (Owl Records)
- 2009:	Derrick Gardner & The Jazz Prophets Echoes of Ethnicity (Owl Records)

- Gemeinsame Normdatei: 1104948257
- International Standard Name Identifier: 0000 0000 4855 2315
- Library of Congress Control Number: no2003076492
- MusicBrainz: 14977202-5d56-4be1-b3fc-c5fb144e2705
- Virtual International Authority File: 26757276
- WorldCat: E39PBJxmDpq7VJyYQPM6GFPmh3